# Йозеф Ваґнер
Йозеф Франц Ваґнер (нім. Josef Franz Wagner, 20 березня 1856 — 5 червня 1908) — австрійський військовий диригент оркестру та композитор, відомий як «король австрійського маршу».
Найвідомішим з його творів є написаний у 1893 році марш «Під подвійним орлом» («Unter dem Doppeladler» — йдеться про двоголового орла австро-угорського державного герба). Марш увійшов до улюбленого репертуару відомого американського військового диригента Джона Філіпа Сузи. Також цей марш був офіційним маршем 2-го австрійського артилерійського полку до його розформування у 2007 році.